# Iossif Alexejewitsch Pokrowski

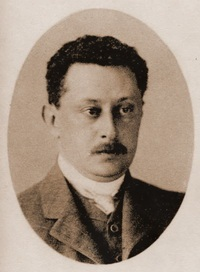
Iossif Alexejewitsch Pokrowski (1906)

Iossif Alexejewitsch Pokrowski (russisch Иосиф Алексеевич Покровский; * 19. September 1868 im Gouvernement Tschernigow; † 13. April 1920 in Moskau) war ein Rechtswissenschaftler des russischen Kaiserreichs, der in Russland auch heute noch als Klassiker des Zivilrechts gilt.

## Werdegang
Geboren in der Familie eines Dorfpfarrers, studierte er am Kiewer Galagan-Kolleg (russisch Коллегия Павла Галагана) und danach an der juristischen Fakultät der Wladimir-Universität. 1898 verteidigte Pokrowski seine Magisterdissertation zum Thema Recht und Tatsache im römischen Recht (russisch Право и факт в римском праве), erstveröffentlicht 1895 in Wien als Die actiones in factum des classischen Rechts in der Zeitschrift der Savigny-Stiftung für Rechtsgeschichte. Darin erforschte Pokrowski die Unterscheidung zwischen actiones in factum und in ius conceptae als zwei Klagearten, wodurch auch die nähere Bestimmung der Rolle des Prätors in der römischen Rechtsentwicklung bezweckt war. 
Zuerst blieb er zur Vorbereitung auf die Professur an der Universität, wurde aber letztlich für zweieinhalb Jahre nach Deutschland geschickt. Dort nahm er am Seminar für Römisches Recht bei der juristischen Fakultät der Universität Berlin teil, unter Leitung von unter anderen Heinrich Dernburg und Alfred Pernice.
Nach der Rückkehr unterrichtete Pokrowski an der Kaiserlichen Universität Dorpat. 1902 promovierte er an der Universität in Kiew durch weitere Auseinandersetzung mit dem Thema seiner Magisterdissertation. 1903 bekam er an der Universität Petersburg den Lehrstuhl für römisches Recht. Ab 1907 gab er auch für Frauen Kurse.
1904 erschien sein Lehrbuch Lesungen zur Geschichte des römischen Rechts (russisch Лекции по истории римского права), 1909 die Monografie Naturrechtliche Strömungen in der Geschichte des Zivilrechts (russisch Естественно-правовые течения в истории гражданского права).
Von 1910 bis 1912 war er Dekan der juristischen Fakultät der Universität Petersburg. Nachdem er gedrängt wurde, an die Universität Charkiw zu wechseln, zog Pokrowski nach Moskau, wo er am Moskauer Kommerzinstitut und an der Schanjawski-Volksuniversität (jetzt Russische Staatliche Geisteswissenschaftliche Universität) unterrichtete. 1913 wurde sein Großwerk zur Geschichte des römischen Rechts (russisch История римского права) erstveröffentlicht.
Sein Lebenswerk Grundprobleme des bürgerlichen Rechts (russisch Основные проблемы гражданского права) erschien 1917. Es ist im publizistischen Stil gehalten und richtet sich an einen breiteren Leserkreis und nicht nur an akademische Rechtswissenschaftler. 2015 wurde dieses Werk im Mohr Siebeck Verlag zum ersten Mal auch in deutscher Übersetzung veröffentlicht.
1917 ging Pokrowski zum zweiten Mal für kurze Zeit an die Universität Petersburg, kehrte jedoch bald zurück nach Moskau und war dort bis zu seinem Tod Professor der Lomonossow-Universität. 1918 erschien eine antibolschewistische Veröffentlichung von ihm im Sammelband De profundis (russisch Из глубины).
Seit 1917 litt Pokrowski an Asthmaanfällen, woran er am 13. April 1920 starb.